# Arthur Qvist
Arthur Qvist (ur. 17 lutego 1896 w Oslo, zm. 20 września 1973 w Gardermoen) – norweski jeździec sportowy. Srebrny medalista olimpijski z Amsterdamu.

## Kariera
Zawody w 1928 były jego pierwszymi igrzyskami olimpijskimi w karierze. Startował we Wszechstronnym Konkursie Konia Wierzchowego i srebrny medal zdobył w konkursie drużynowym na koniu Hidalgo. Indywidualnie był 8. Drużynę norweską reprezentowali także Eugen Johansen i Bjart Ording.
Qvist wystartował również 8 lat później w Berlinie, w konkurencji ujeżdżenie (koń Jaspis) i skoki (koń Notatus). W pierwszej z powyższych konkurencji był 17. indywidualnie i 7. w konkursie drużynowym, w drugiej – indywidualnie 24., drużynowo Norwegia nie ukończyła zawodów.
Podczas II wojny światowej był dowódcą Ochotniczego Legionu Norweskiego, kolaboracyjnego oddziału norweskiego współpracującego z III Rzeszą.